# Oreste Mieli
Oreste Mieli (Galbiate, 1870 – Galbiate, 1924) è stato un baritono e tenore italiano.
Fece il suo debutto nel 1892 come baritono al Teatro Mariani di Ravenna. Tre anni dopo, decise di passare a ruoli tenorili, ottenendo un buon successo. Nel 1901, prese parte alla première presso il Teatro Regio di Torino de Le maschere di Pietro Mascagni, nel ruolo di Florindo, e nel 1904 interpretò il ruolo di Dimitri nella prima rappresentazione di Risurrezione di Franco Alfano presso il Teatro Vittorio Emanuele a Torino. Nel 1907, riprese a cantare come baritono fino al suo ritiro, avvenuto intorno al 1914-1915 per motivi familiari. Ritornò alla natia Galbiate, dove si spense nel 1924.